# Stegana bacilla
Stegana bacilla är en tvåvingeart som beskrevs av Chen och Aotsuka 2004. Stegana bacilla ingår i släktet Stegana och familjen daggflugor. Inga underarter finns listade i Catalogue of Life.